# Lyons (New York)
Lyons è un comune degli Stati Uniti d'America, situato nello stato di New York, nella contea di Wayne.
La località contiene l'omonimo hamlet, che è il capoluogo di contea.